# Diecezja Jamusukro
Diecezja Jamusukro (łac. Dioecesis Yamussukroensis, fr. Diocèse de Yamoussoukro) – rzymskokatolicka diecezja ze stolicą w Jamusukro, konstytucyjnej stolicy Wybrzeża Kości Słoniowej. Położona jest w centralnej części kraju.

## Informacje ogólne
Diecezja Jamusukro jest sufraganią archidiecezji Bouaké.
W Jamusukro znajduje się Bazylika Matki Boskiej Królowej Pokoju – największy kościół świata. Nie jest ona jednak katedrą diecezjalną, której funkcje pełni katedra św. Augustyna. Od 1991 roku bazyliką opiekują się polscy pallotyni.
Na terenie diecezji pracuje 15 zakonników i 62 siostry zakonne.

## Historia
Siedzibą biskupstwa stolica (od 1983) Wybrzeża Kości Słoniowej została 6 marca 1992. Diecezję Jamusukro erygował papież Jan Paweł II bullą Ad aptius prospiciendum.

## Biskupi Jamusukro
- Bernard Agré (6 marca 1992 – 19 grudnia 1994 mianowany arcybiskupem Abidżanu)
- Paul-Siméon Ahouanan Djro OFM (6 grudnia 1995 – 12 stycznia 2006 mianowany arcybiskupem koadiutorem Bouaké)
- Joseph Yapo Aké (21 lipca 2006 – 22 listopada 2008 mianowany arcybiskupem Gagnoa)
- Marcellin Yao Kouadio (1 lipca 2009 – 25 kwietnia 2018)
- Joseph Kakou Aka (od 2023)